# Mühle Münkeboe
Die Mühle Münkeboe (auch Fleetjers Mühle genannt) ist ein Galerieholländer im Südbrookmerlander Ortsteil Münkeboe. Die Mühle wurde im Jahre 1854 errichtet und befindet sich seit 1910 im Besitz der Familie Fleetjer. Heute ist sie Teil des Dörpmuseums Münkeboe. Die Technik ist vorhanden und funktionsfähig, eine Innenbesichtigung möglich.

## Geschichte
Pläne, im Ort eine Mühle zu errichten, bestanden seit dem Jahr 1825, als Moorkolonisten sich zunächst erfolglos um eine entsprechende Lizenz bemühten. 1852 wurde schließlich der Bau genehmigt, der im Folgejahr begonnen und 1854 abgeschlossen werden konnte. Im Jahr 1910 ging die Mühle in den Besitz der Familie Fleetjer über, die heute noch Eigentümerin ist. In den 1950er Jahren begann der Niedergang der Mühle. Sturmböen zerstörten im Herbst den ersten Flügel und der letzte Flügel wurde 1956 ebenfalls durch Windeinwirkung so schwer beschädigt, dass er nicht mehr repariert werden konnte. Daraufhin wurde 1962 die Galerie abgebrochen und die Mühle bis zu ihrer endgültigen Stilllegung im Jahre 1977 mit einem Motor weiterbetrieben. Das Bauwerk selbst diente anschließend nur noch als Kornspeicher und Lager für Kraftfutter und Düngemittel.
1980 gab es Pläne, den Mühlenstumpf abzubrechen, um an gleicher Stelle einen Zweckbau zu errichten. Daraufhin gründete sich im Juni 1980 der „Verein zur Erhaltung der Windmühle in Münkeboe“, der anschließend die Restaurierung anschob. Der Müller erklärte sich bereit, die Mühle dem Verein zur Verfügung zu stellen. Im Rahmen dieser Arbeiten erhielt der früher mit Holz und Dachpappe gedeckte Achtkant 1982 eine Eindeckung mit Reith. 1985 erhielt die Windmühle eine aus Bongossihölzern gefertigte neue Galerie sowie eine neue Kappe. Ein neues Mahlwerk wurde schließlich 1986 eingebaut.

## Beschreibung
Die Mühle Münkeboe ist ein zweistöckiger Galerieholländer mit Windrose. Sie hat vier Segelgatterflügel, zwischenzeitlich auch einmal vier Jalousieklappenflügel. In ihrem Inneren birgt sie einen Mahlgang, zwei Kornreinigungen, Mischanlagen, Sackaufzug und Doppelwalzenstuhl.